# День защитника Отечества (Казахстан)
День защитника Отечества — в Казахстане отмечается 7 мая.
Дата связана с тем, что 7 мая 1992 года первый президент Казахстана (который являлся верховным главнокомандующим) Нурсултан Назарбаев подписал указ о создании национальных вооружённых сил.
Присвоение в этот день очередных воинских званий и вручение наград отличившимся военнослужащим стало традицией.
4 октября 2012 года Парламент Республики Казахстан рассмотрел и принял положение о «О внесении дополнения в Закон Республики Казахстан "О праздниках в Республике Казахстан"».
Согласно ему, 7 мая объявляется государственным праздником и является выходным днём.
Празднуется всеми людьми причастными к армии в Казахстане.